# Lluita als Jocs Olímpics d'estiu de 1924 - lluita grecoromana masculina pes gall
La prova del pes gall de lluita grecoromana fou una de les sis de lluita grecoromana que es disputaren als Jocs Olímpics de París de 1924. Com la resta de proves de lluita sols hi podien participar homes. Els lluitadors que participaven en aquesta categoria podien pesar fins a 61 quilograms. La competició es disputà entre el 6 i el 10 de juliol i hi van prendre part 25 participants, en representació de 10 països.

## Medallistes
| Or                  | Plata                | Bronze             |
| Eduard Pütsep (EST) | Anselm Ahlfors (FIN) | Väinö Ikonen (FIN) |

## Resultats
La competició es va desenvolupar a doble eliminació.

### Primera ronda
Es disputa el 6 i 7 de juliol.
| Losses | Winner                    | Loser                   | Losses |
| ------ | ------------------------- | ----------------------- | ------ |
| 0      | Armand Magyar (HUN)       | Arvid Östman (SWE)      | 1      |
| 0      | Johannes van Maaren (NED) | Alberts Krievs (LAT)    | 1      |
| 0      | Sven Martinsen (NOR)      | Georgios Zervinis (GRE) | 1      |
| 0      | Henri Dierickx (BEL)      | Hermann Andersen (DEN)  | 1      |
| 0      | Adolf Herschmann (AUT)    | Mazhar Çakin (TUR)      | 1      |
| 0      | Georg Gundersen (DEN)     | Jan Bozděch (TCH)       | 1      |
| 0      | Ragnvald Olsen (NOR)      | Carlo Ponte (ITA)       | 1      |
| 0      | Théo Kueny (FRA)          | Antonín Skopový (TCH)   | 1      |
| 0      | Eduard Pütsep (EST)       | Pierre Slock (BEL)      | 1      |
| 0      | Väinö Ikonen (FIN)        | Giovanni Gozzi (ITA)    | 1      |
| 0      | Anton Koolmann (EST)      | Georges Appruzèze (FRA) | 1      |
| 0      | Anselm Ahlfors (FIN)      | Hans Hansson (SWE)      | 1      |
| 0      | József Tasnádi (HUN)      | Lliura                  | –      |

### Segona ronda
Es disputa el 7 de juliol.
| Derrotes | Vencedor                  | Perdedor                | Derrotes |
| -------- | ------------------------- | ----------------------- | -------- |
| 0        | József Tasnádi (HUN)      | Arvid Östman (SWE)      | 2        |
| 0        | Armand Magyar (HUN)       | Alberts Krievs (LAT)    | 2        |
| 0        | Johannes van Maaren (NED) | Georgios Zervinis (GRE) | 2        |
| 0        | Sven Martinsen (NOR)      | Hermann Andersen (DEN)  | 2        |
| 0        | Henri Dierickx (BEL)      | Mazhar Çakin (TUR)      | 2        |
| 0        | Adolf Herschmann (AUT)    | Georg Gundersen (DEN)   | 1        |
| 1        | Jan Bozděch (TCH)         | Carlo Ponte (ITA)       | 2        |
| 1        | Antonín Skopový (TCH)     | Ragnvald Olsen (NOR)    | 1        |
| 0        | T. Kueny (FRA)            | Pierre Slock (BEL)      | 2        |
| 0        | Eduard Pütsep (EST)       | Väinö Ikonen (FIN)      | 1        |
| 1        | Giovanni Gozzi (ITA)      | Anton Koolmann (EST)    | 1        |
| 0        | Anselm Ahlfors (FIN)      | Georges Appruzèze (FRA) | 2        |
| 1        | Hans Hansson (SWE)        | Lliura                  | –        |

### Tercera ronda
Es disputa el 8 de juliol.
| Derrotes | Vencedor               | Perdedor                  | Derrotes |
| -------- | ---------------------- | ------------------------- | -------- |
| 1        | Hans Hansson (SWE)     | Armand Magyar (HUN)       | 1        |
| 0        | József Tasnádi (HUN)   | Johannes van Maaren (NED) | 1        |
| 0        | Henri Dierickx (BEL)   | Sven Martinsen (NOR)      | 1        |
| 0        | Adolf Herschmann (AUT) | Jan Bozděch (TCH)         | 2        |
| 1        | Ragnvald Olsen (NOR)   | T. Kueny (FRA)            | 1        |
| 0        | Eduard Pütsep (EST)    | Antonín Skopový (TCH)     | 2        |
| 1        | Väinö Ikonen (FIN)     | Anton Koolmann (EST)      | 2        |
| 0        | Anselm Ahlfors (FIN)   | Giovanni Gozzi (ITA)      | 2        |
| –        | Abandona               | Georg Gundersen (DEN)     | –        |

### Quarta ronda
Es disputa el 8 i 9 de juliol.
| Derrotes | Vencedor               | Perdedor                  | Derrotes |
| -------- | ---------------------- | ------------------------- | -------- |
| 1        | Hans Hansson (SWE)     | József Tasnádi (HUN)      | 1        |
| 1        | Armand Magyar (HUN)    | Johannes van Maaren (NED) | 2        |
| 1        | Ragnvald Olsen (NOR)   | Henri Dierickx (BEL)      | 1        |
| 0        | Adolf Herschmann (AUT) | T. Kueny (FRA)            | 2        |
| 1        | Väinö Ikonen (FIN)     | Sven Martinsen (NOR)      | 2        |
| 0        | Eduard Pütsep (EST)    | Anselm Ahlfors (FIN)      | 1        |

### Cinquena ronda
Es disputa el 9 i 10 de juliol.
| Derrotes | Vencedor             | Perdedor               | Derrotes |
| -------- | -------------------- | ---------------------- | -------- |
| 1        | Hans Hansson (SWE)   | Adolf Herschmann (AUT) | 1        |
| 1        | Anselm Ahlfors (FIN) | József Tasnádi (HUN)   | 2        |
| 0        | Eduard Pütsep (EST)  | Armand Magyar (HUN)    | 2        |
| 1        | Väinö Ikonen (FIN)   | Ragnvald Olsen (NOR)   | 2        |
| –        | Abandona             | Henri Dierickx (BEL)   | –        |

### Sisena ronda
Es disputa el 10 de juliol. És la darrera ronda. Pütsep, que ja havia superat a Ahlfors, guanya l'or. Ahlfors guanya la plata. Ikonen aconsegueix el bronze en detriment de Hansson perquè ha disputat més combats, ja que Hansson va lliurar en una ronda.
| Derrotes | Vencedor             | Perdedor               | Derrotes |
| -------- | -------------------- | ---------------------- | -------- |
| 0        | Eduard Pütsep (EST)  | Hans Hansson (SWE)     | 2        |
| 1        | Anselm Ahlfors (FIN) | Väinö Ikonen (FIN)     | 2        |
| –        | Abandona             | Adolf Herschmann (AUT) | –        |